# Ministre de la Couronne
Le terme ministre de la Couronne est la forme constitutionnelle utilisée dans les royaumes du Commonwealth pour parler d'un ministre du gouvernement. Ce terme signifie que le ministre sert, en théorie, au plaisir du monarque et qu'il le conseille sur la façon d'exercer les prérogatives de la Couronne qui sont en rapport avec son ministère.
Dans les faits, en application du principe de gouvernement responsable, c'est le ministre et le cabinet, responsables devant le parlement, qui exercent le pouvoir exécutif.